# Pascal Martinot-Lagarde
Pascal Martinot-Lagarde, född 22 september 1991, är en fransk friidrottare som tävlar i häcklöpning. 

## Karriär
Vid Världsmästerskapen i friidrott 2019 tog Martinot-Lagarde brons på 110 meter häck. I mars 2022 vid inomhus-VM i Belgrad tog han silver på 60 meter häck. I augusti 2022 vid EM i München tog Martinot-Lagarde silver på 110 meter häck och var endast en tusendel bakom guldmedaljören Asier Martínez.